# Hsisosuchus
Genre
Espèces de rang inférieur
- † Hsisosuchus chungkingensis C. C. Young et M. C. Chow[1], 1953, (espèce type)
- † Hsisosuchus dashanpuensis Gao[2], 2001
- † Hsisosuchus chowi Peng et Shu[3], 2005

Hsisosuchus est un genre éteint de crocodyliformes, un clade qui comprend les crocodiliens modernes et leurs plus proches parents fossiles. Ses différentes espèces ont été découvertes dans le Jurassique de Chine, plus précisément dans la province du Sichuan.

## Liste des espèces

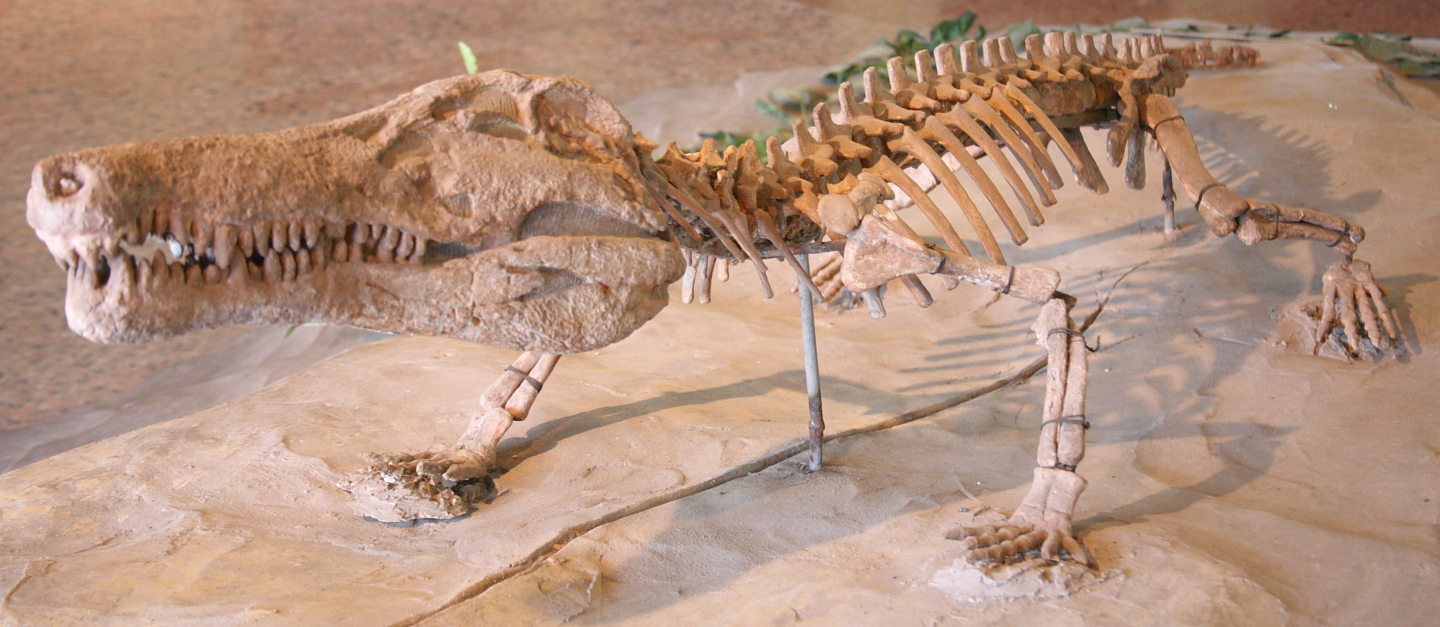
Squelette d'Hsisouchus.

- † Hsisosuchus chungkingensis, c'est l'espèce type qui a été décrite en 1953 par le célèbre paléontologue chinois Yang Zhongjian, connu aussi sous le surnom de C. C. Young, et par M. C. Chow[1]. Elle provient du Sichuan, une province du centre-ouest de la Chine, où elle a été découverte en 1951 au cours de la construction de la voie ferrée entre Chengdu et Chongqing[1]. Les restes fossiles retrouvés comportent un crâne quasi complet avec ses mandibules et quelques ostéodermes de la partie moyenne de sa région caudale. La longueur du crâne est estimée à 26,7 centimètres. Il a été extrait de sédiments de la formation de Shangshaximiao, datés du Jurassique supérieur[1]. Un spécimen plus complet a été découvert et décrit en 1994, ce qui permet d'avoir une bonne connaissance de l'animal[5],[3] ;

- † Hsisosuchus dashanpuensis, trouvée dans le Sichuan, près de la ville-préfecture de Zigong, et décrite par Yuhui Gao en 2001[2]. Elle provient de la formation géologique de Xiashaximiao datée du Bajocien (Jurassique moyen), il y a environ 170 Ma (millions d'années) ;

- † Hsisosuchus chowi a été découverte dans le Sichuan, dans le Jurassique supérieur, près de la ville-préfecture de Zigong, dans la formation géologique de Shangshaximiao. Cette espèce a été décrite par Peng et Shu en 2005[3]. Son crâne mesure environ à 25 centimètres de long.

## Description
Les espèces d'Hsisosuchus atteignait une taille maximale estimée à 3 mètres de long.

## Classification
La grande analyse phylogénétique des Crocodyliformes réalisée par Mario Bronzati et ses collègues en 2012 place Hsisosuchus comme un Crocodyliformes basal, juste en amont des  notosuchiens.